# Letrólogo
Letrólogo é um indivíduo que estuda e define regras sobre uma determinada língua, e é considerado uma autoridade neste campo. O Letrólogo possui um campo de atuação bastante amplo no mercado de trabalho. Suas funções vão além do ensino, abrangendo áreas como editoração, revisão, comunicação e até tradução, sendo essencial para garantir a qualidade e o uso adequado da língua em diversos contextos.
O primeiro curso de Letras do Brasil foi o da Faculdade de Filosofia, Ciências e Letras Sedes Sapientiae, hoje Pontifícia Universidade Católica de São Paulo (PUC-SP), iniciado em 1933. A data de início do curso, 21 de maio de 1933, é comemorada como o Dia do Letrólogo. 

## Principais áreas de atuação

### Linguística
Linguística (FO 1943: lingüística) é o estudo científico da linguagem. Em outras palavras, trata-se do estudo abrangente, objetivo e sistemático de todos os aspectos das línguas humanas. A depender da teoria empregada, a linguística pode estudar as línguas naturais como sistemas autônomos, sociais, cognitivos, biológicos ou sociocognitivos. Consequentemente, a linguística pode ser considerada parte das ciências sociais, das ciências naturais, das ciências cognitivas e das humanidades.

### Literatura
Literatura é a arte que usa a linguagem escrita como meio de expressão, seja em prosa ou em verso, de acordo com princípios teóricos e práticos; sendo o conjunto de obras escritas ou orais às quais reconhecemos um valor estético. A Literatura abrange qualquer coleção de obras escritas, incluindo escrita impressa e digital.
A crítica literária é o estudo, discussão, avaliação e interpretação da literatura. Pode assumir a forma de um discurso teórico baseado na teoria da literatura ou um discurso mais detalhado, apresentação ou revisão de uma obra literária (muitas vezes na forma jornalística quando é publicada). O método da crítica literária é diretamente influenciado pela história e pela teoria crítica. O método é, ao mesmo tempo, a atualização histórica de uma visão teórica da literatura. O formalismo, a filologia, os estudos culturais, o geocriticismo, as religiões comparadas, a simbologia e a psicanálise são métodos muitas vezes utilizados na crítica literária.  

### Docência
Professor ou docente é uma pessoa que se dedica profissionalmente à docência, seja de forma geral ou especializada em determinada área do conhecimento, assunto, disciplina acadêmica, ciência ou arte. Parte da função pedagógica do professor é facilitar a aprendizagem para que o aluno a alcance da melhor maneira possível. O termo professor vem do latim professus, que significa "aquele que declara em público". Para exercer a sua profissão, o professor deve possuir uma certa competência pedagógica geralmente adquirida através da experiência ou de uma formação especializada. É uma das profissões mais importantes no mundo, tendo em vista que as demais, na sua maioria, dependem dela. Já Platão, na sua obra A República, alertava para a importância do papel do professor na formação do cidadão. Segundo UNESCO, faltam 44 milhões de professores no mundo.

### Tradução
Tradução é uma atividade que abrange a interpretação do significado de um texto em uma língua (o texto fonte) e a produção de um novo texto em outra língua com sentido equivalente. O texto resultante também se chama tradução.

### Redação e edição
A redação publicitária (em inglês:  copywriting) é o ato ou ocupação de escrever textos com o propósito de publicidade ou outras formas de marketing. O produto, chamado de "copy" ou "copy de vendas", é um conteúdo escrito que tem como objetivo aumentar a conscientização da marca e, em última instância, persuadir uma pessoa ou grupo a tomar uma ação específica. Os redatores publicitários ou copywriters ajudam a criar painéis publicitárias, folhetos, catálogos, letras de jingles, anúncios em revistas e jornais, cartas de vendas e outros materiais de mala direta, roteiros para comerciais de televisão ou rádio, slogans, artigos técnicos, postagens para sites e redes sociais, e outras comunicações de marketing.
Redação jornalística é o nome que se dá à redação para a imprensa ou veículos jornalísticos. A redação jornalística é o estilo de prosa curta, utilizado em matérias jornalísticas e boletins noticiosos publicados em jornais, revistas, rádio e televisão.
o Editor é o responsável pelo conteúdo de uma editora, de um jornal, de uma revista ou de um outro meio de comunicação coordenando todas as etapas da produção e edição, além de definir o estilo da escrita.

### Roteiro
Roteirista (português brasileiro) ou guionista (português europeu) (também menos conhecido como argumentista) é o responsável pela elaboração de roteiros ou guiões de filmes (inclusive documentários), programas de televisão, jogos eletrônicos ou HQ/banda desenhada. O roteirista pode criar uma história original ou adaptar uma obra literária já existente, transpondo-a  para a linguagem do cinema, televisão etc..